# Campeonato Mundial de Bádminton Adaptado
El Campeonato Mundial de Bádminton Adaptado es la máxima competición de bádminton adaptado a nivel internacional. Es organizado desde 1998 por la Federación Mundial de Bádminton.

## Ediciones
| N.º  | Año  | Sede                | País          |
| ---- | ---- | ------------------- | ------------- |
| I    | 1998 | Amersfoort          | Países Bajos  |
| II   | 2000 | Borken              | Alemania      |
| III  | 2001 | Córdoba             | España        |
| IV   | 2003 | Cardiff             | Reino Unido   |
| V    | 2005 | Hsinchu             | Taiwán        |
| VI   | 2007 | Bangkok             | Tailandia     |
| VII  | 2009 | Seúl                | Corea del Sur |
| VIII | 2011 | Ciudad de Guatemala | Guatemala     |
| IX   | 2013 | Dortmund            | Alemania      |
| X    | 2015 | Stoke Mandeville    | Reino Unido   |
| XI   | 2017 | Ulsan               | Corea del Sur |
| XII  | 2019 | Basilea             | Suiza         |